# Biakboszanger
De biakboszanger (Phylloscopus misoriensis) is een zangvogel uit de familie Phylloscopidae.

## Verspreiding en leefgebied
Deze soort is endemische soort op het eiland Biak dat ligt in de Geelvinkbaai in de provincie Papoea (Indonesië).